# Dupuis
Dupuis är ett belgiskt förlag, grundat 1922. Utöver den franskspråkiga utgivningen, som också distribueras till andra delar av den fransktalande världen, ger förlaget också ut tecknade serier på den nederländskspråkiga marknaden. Förlagets viktigaste utgivning kretsar kring serietidningen Spirou, vid sidan av den långlivade radio- och TV-tidningen Le Moustique. Sedan 2004 ingår förlaget i förlagsgruppen Média-Participations.

## Historia

### Tidiga år
Verksamheten grundades 1898 som ett tryckeri, av Jean Dupuis i sydbelgiska Charleroi. Man utökade aktiviteterna under mellankrigstiden, genom att 1922 starta den litterära tidskriften Les Bonnes Soirées och två år senare den humor- och radiorelaterade veckotidningen Le Moustique. Den senare bytte efter andra världskriget namn och inriktning, som Télémoustique.
1934 lanserade man sig på den nederländskspråkiga marknaden med Humo-Radio (motsvarighet till Le Moustique) och De Haardvriend (senare Mimosa och Mimo). Man ökade under samma tid även verksamheten som utgivare av skönlitteratur i olika genrer.

### Spirou
Redan 1938 lanserades den tidning som sedan kom att fungera som förlagets flaggskepp – Spirou. Där kom under de kommande årtiondena att lanseras ett stort antal serier med internationell spridning, inklusiveTim och Tommy (1938), Lucky Luke (1946), Buck Danny (1947), Johan och Pellevin (1952), Max Jordan (1956), Gaston (1957), Smurfarna (1958), Blårockarna (1968) samt Yoko Tsuno och Natascha (båda 1970). Titelserien upplevde 1949–1969 en storhetstid under André Franquin, som lät Dupuis förlagshus i Charleroi-stadsdelen Marcinelle bli scen för de komiska förvecklingarna i hans egen skapelse Gaston. I den serien syntes bland annat förlagschefen Charles Dupuis (Jeans son) bland de i serien lätt prövade kontorsmedarbetarna. Serien i den inflytelserika tidningen utvecklades till en hel "skola", ofta benämnd Marcinelleskolan.
Bland de serier som skapats för Dupuis, men idag återfinns hos andra förläggare, märks Smurfarna, Lucky Luke och Gaston. Den nederländskspråkiga versionen av tidningen Spirou – Robbedoes – startades 1938 och lades ner 2005.

### Senare år
Förlaget har under senare decennier fortsatt att vara förknippat med tidningen Spirou och serierna omkring den. Under 1980- och 1990-talen lades de flesta av tidningens konkurrenter ner, och numera är Dupuis en av få franska serieutgivare som både är aktiva inom tidningar och album.
Numera är dock Dupuis endast en förlagsdel i en större verksamhet. 1985 såldes förlaget till ett konsortium inkluderande med aktieförvaltaren Groupe Bruxelles Lambert och franska Hachette, varefter Télémoustique såldes vidare till Éditions Mondiales. Sedan 2004 ägs Dupuis av forne rivalen Dargauds ägare Média-Participations.
2015 lanserade Dupuis, i samarbete med 12 andra förlagsaktörer, det internationella utgivningsprojektet Europe Comics. Detta är ett projekt medfinansierat inom programmet Creative Europe hos Europeiska kommissionen.

## Galleri

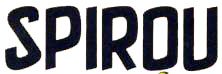
Logotyp för serietidningen Spirou 1953–1965.
Logotyp för serietidningen Spirou (2008).
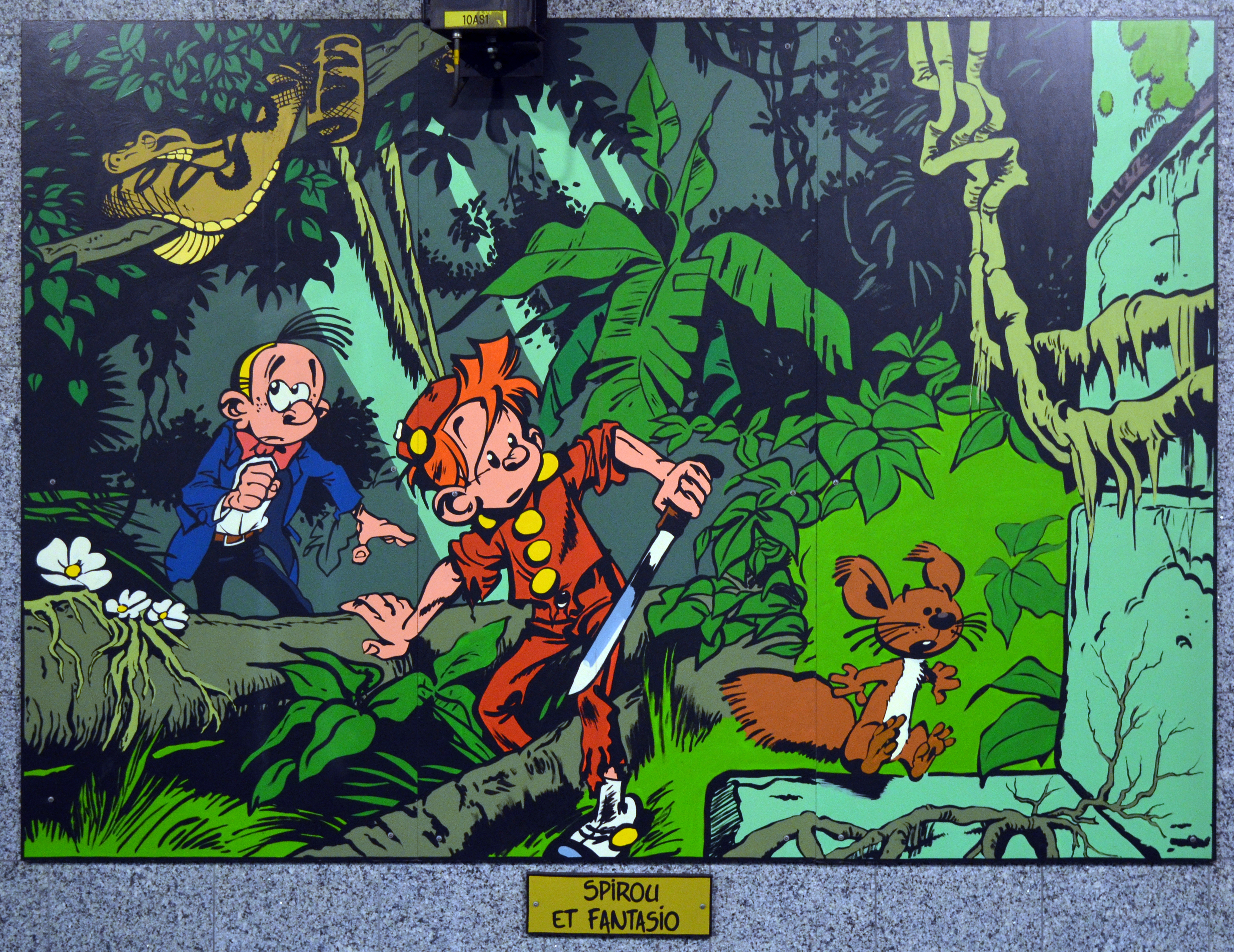
Nicke, Spirou och Spip (metrostationen "Janson" i Charleroi).
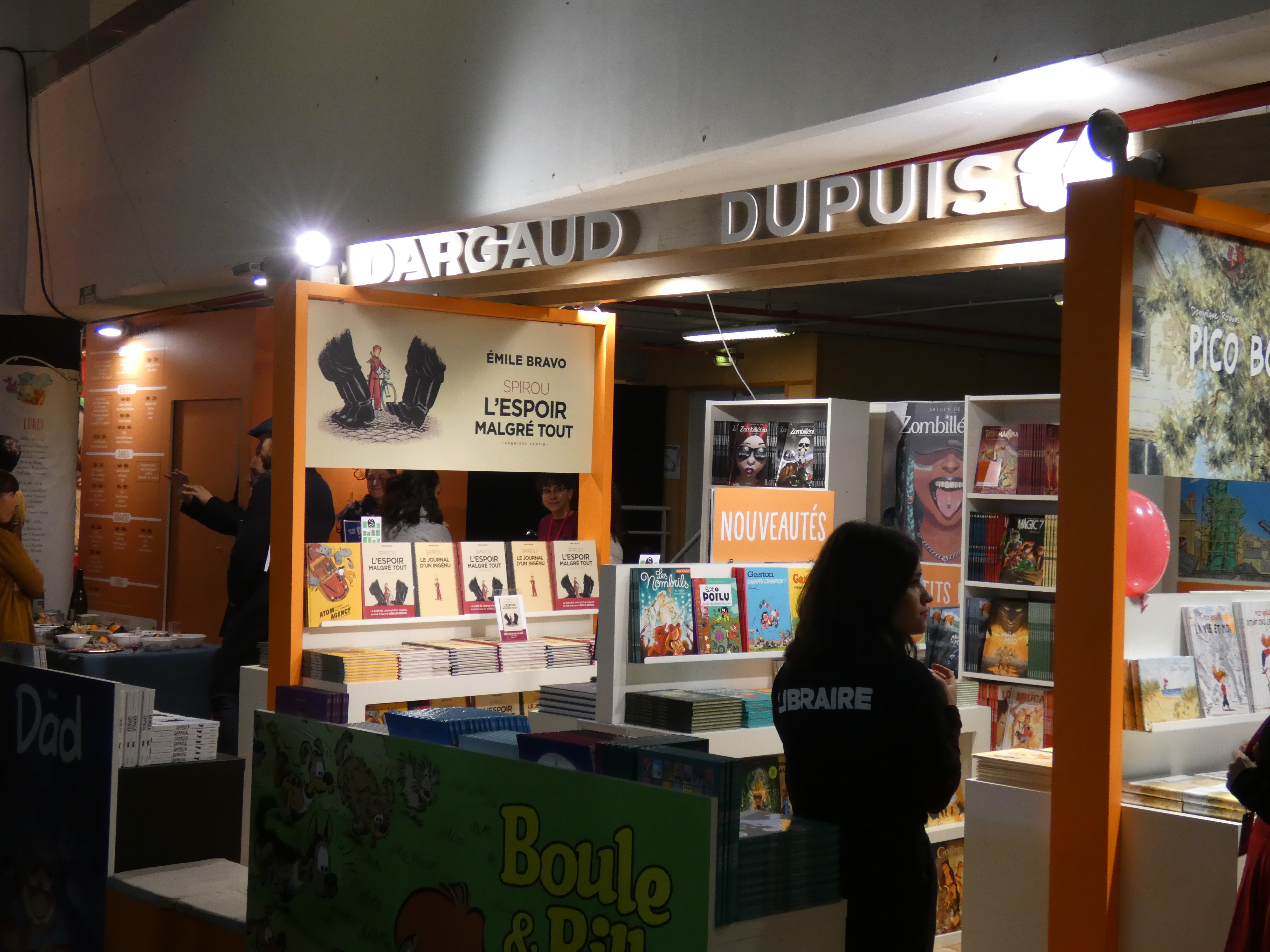
Monter för systerförlagen Dargaud och Dupuis på 2008 års ungdomsmässa i Montreuil.